# シェリル・マース
シェリル・マース (オランダ語: Cheryl Maas、1984年9月28日 - ) はオランダの北ブラバント州ウーデン出身の女子スノーボード選手。
2006年のトリノオリンピックの女子ハーフパイプに出場し11位に終わった。2004年にはスノーボードDVDのドロップスティッチ(Dropstitch)にチェルスティ・ブオース、ナターシャ・ズレクらと共に出演している。
1998年長野オリンピックの女子ハーフパイプ銀メダリストのスティーネ・ブルン・ケルダース（国籍はノルウェー）と結婚しており、ケルダースとの間に二人の子供をもうけた。
2014年ソチオリンピックに参加するも、開催国のロシアが前年に反LGBT法を成立させたことをとりあげ、国際オリンピック委員会を批判した。

## 主な戦績
2005年
- Roxy Chicken Jam - 3位

2006年
- バートンヨーロピアンオープン - 2位、3位
- 6月、Roxy Chicken Jam - 1位
- 12月、Roxy Chicken Jam - 2位

2007年
- Roxy Chicken Jam - 1位

2008年
- バートンニュージーランドオープン - 2位

2010年
- Roxy Chicken Jam Europe - 2位

2010年
- ウインターデューツアー - 3位

2012年
- Roxyスノープロ - 2位
- FIS ヨーロッパカップラントフラーフ大会 - 1位

2014年
- FIS ワールドカップストーンハム大会 - 2位
- スノーボードジャンボリー - 2位
- Community Cup - 2位
- FIS イスタンブール大会 - 3位

2015年
- FIS ストーンハム大会 - 1位
- FIS USグランプリ - 1位
- Audi Snowjam - 1位

2015年
- Xゲーム オスロ大会 - 1位
- バートンUSオープン - 3位